# Erol Keskin
Erol Keskin (2 de març de 1927 - 1 d'octubre de 2016) fou un futbolista turc de la dècada de 1950.
Fou 15 cops internacional amb la selecció turca amb la qual participà en el Mundial de 1954 i als Jocs Olímpics de 1948.
Pel que fa a clubs, defensà els colors de Fenerbahçe SK i Adalet SK Istanbul.

## Gols internacionals
| 1                        | 20 novembre 1949 | Ankara 19 Mayıs, Ankara, Turquia      | Síria         | 5-0 | 7-0 | Qual. Mundial 1950 |
| 2                        | 17 juny 1954     | Stade des Charmilles, Ginebra, Suïssa | Corea del Sud | 7-0 | 7-0 | Mundial 1950       |
| A data de 7 octubre 2016 |                  |                                       |               |     |     |                    |